# Коряковцев, Николай Исаевич
Никола́й Иса́евич Коряко́вцев (20 ноября 1888, Сгон, Котельничский уезд, Вятская губерния, Российская империя — 20 сентября 1976, Йошкар-Ола, Марийская АССР, РСФСР, СССР) — советский деятель промышленности. Стахановец, один из первых деятелей промышленности в Марийской АССР: директор Красногорского лесопильного завода Звениговского района Марийской АССР (1938—1941), директор Йошкар-Олинского асфальтозавода (после 1946). Кавалер ордена Ленина (1937).

## Биография
Родился  20 ноября 1888 года в посёлке Сгон ныне Советского района Кировской области в крестьянской семье.
В 1902 году окончил Вятское ремесленное училище, в 1905 году —  техническое училище завода в г. Воткинске (ныне — Удмуртия).
В 1936 году с должности заведующего отделом изобретательства Балахнинского бумажного комбината направлен на строительство Марийского бумажного комбината: слесарь-инструментальщик, стахановец, рационализатор.
В 1938—1941 годах — директор Красногорского лесопильного завода Звениговского района Марийской АССР.
С 1946 года — в Йошкар-Оле: инженер витаминного завода, директор асфальтозавода.
В 1938–1947 годах избирался депутатом Верховного Совета Марийской АССР 1-го созыва.
Скончался 20 сентября 1976 года в Йошкар-Оле.

## Награды
- Орден Ленина (1937)[2][3]
- Медаль «В ознаменование 100-летия со дня рождения Владимира Ильича Ленина» (1970)[2][3]